# Listă de arondismente din Quebec
Această pagină este o listă de arondismente din Provincia Québec, Canada. În Quebec, diviziunile administrative numite arrondissements (în engleză boroughs) sunt regional organizate și recunoscute ca entități sub-municipale care au primari și consilieri.

## Arondismente din provincia Quebec

### Grenville-sur-la-Rouge
- Calumet
- Grenville

### Longueuil
- Greenfield Park
- Le Vieux-Longueuil
- Saint-Hubert

### Lévis
- Desjardins
- Les Chutes-de-la-Chaudière-Est
- Les Chutes-de-la-Chaudière-Ouest

### Montreal
- Ahuntsic-Cartierville
- Anjou
- Côte-des-Neiges–Notre-Dame-de-Grâce
- L'Île-Bizard–Sainte-Geneviève
- LaSalle
- Lachine
- Le Plateau-Mont-Royal
- Le Sud-Ouest
- Mercier–Hochelaga-Maisonneuve
- Montréal-Nord
- Outremont
- Pierrefonds-Roxboro
- Rivière-des-Prairies–Pointe-aux-Trembles
- Rosemont–La Petite-Patrie
- Saint-Laurent
- Saint-Léonard
- Verdun
- Ville-Marie
- Villeray–Saint-Michel–Parc-Extension

### Métis-sur-Mer
- MacNider

### Orașul Québec
- Beauport
- Charlesbourg
- La Cité
- La Haute-Saint-Charles
- Laurentien
- Les Rivières
- Limoilou
- Sainte-Foy–Sillery

### Saguenay
- Chicoutimi
- Jonquière
- La Baie

### Sherbrooke
- Brompton
- Fleurimont
- Jacques-Cartier
- Lennoxville
- Mont-Bellevue
- Rock Forest–Saint-Élie–Deauville